# النزاعات المسلحة في التاريخ المبكر لإسكتلندا الحديثة

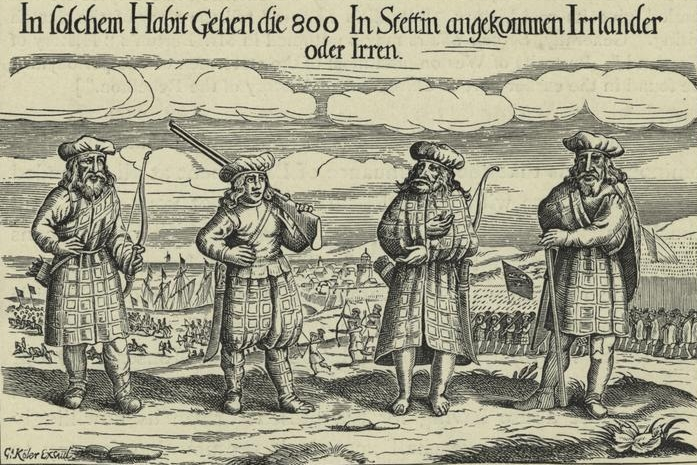

تشمل النزاعات المسلحة في التاريخ المبكر لإسكتلندا الحديثة جميع أشكال النشاط العسكري ضمن حدود اسكتلندا أو النشاطات التي قامت بها القوات الاسكتلندية خارج حدود اسكتلندا في الفترة الممتدة من بداية ظهور أفكار عصر النهضة في أوائل القرن السادس عشر إلى الهزيمة العسكرية لحركة اليعاقبة في منتصف القرن الثامن عشر. كانت الجيوش الاسكتلندية تتشكل في العصور الوسطى المتأخرة على أساس الخدمات المتبادلة والالتزامات الإقطاعية وعقود مانرينت العشائرية. أنتجت هذه النظم قوة عسكرية هائلة في عام 1513، ولكن بحلول منتصف القرن السادس عشر، ظهرت صعوبات كبيرة في التجنيد. كان الجنود الاسكتلنديون يحضرون معهم معداتهم وأسلحتهم الخاصة كالسيوف والرماح والأقواس، وتخلت القوات الاسكتلندية عن الدروع الثقيلة بعد حملة فلودن. تولى التاج الإسكتلندي دورًا متزايدًا في تسليح الجيوش. حلت الرماح العادية محل الرماح الطويلة، وبدأ الاسكتلنديون يتحولون من استخدام القوس إلى استخدام الأسلحة النارية، واستُبدلت بالأحصنة الإقطاعية الثقيلة أحصنةٌ خفيفة. أنشأ الملك جيمس الرابع مصنعًا للأسلحة النارية في عام 1511، وقد غير استخدام البارود من بناء القلاع والحصون، ففي أربعينيات القرن السادس عشر وخمسينياته، بدأت اسكتلندا تعدل قلاعها بشكل جذري.
بدأت محاولات إنشاء القوات البحرية الملكية الاسكتلندية في القرن الخامس عشر. أسس الملك جيمس الرابع ميناءً بحريًا في نيوهافن وحوضًا لبناء السفن في إيرث، وحصل على 38 سفينة أشهرها سفينة مايكل الأعظم، التي كانت أكبر سفينة حربية في أوروبا في ذلك الوقت.
حققت السفن الحربية الاسكتلندية عدة نجاحات ضد القراصنة، ورافقت الملك في رحلاته إلى الجزر الاسكتلندية، وتدخلت عسكريًا في الدول الاسكندنافية ودول البلطيق، ولكن بيعت هذه السفن بعد الفشل الذريع في حملة فلودين. اعتمدت الجهود البحرية الاسكتلندية بعد ذلك على القطاع الخاص والسفن المستأجرة. على الرغم من اتفاقيات السلام بين إنجلترا واسكتلندا، حدثت مناوشات ومعارك عدة بينهما، وهو الأمر الذي دفع الملك جيمس الخامس لبناء ميناء جديد في بورنيسلاند في عام 1542. كان الاستخدام الرئيسي للقوة البحرية في عهده في الرحلات الاستكشافية إلى الجزر القريبة وفرنسا. أنهى الملك الأسكتلندي الصراع مع إنجلترا في عام 1603، لكن سياسة إنجلترا الخارجية دفعت اسكتلندا لإعادة تسليح نفسها، فاشترت أسطولًا من ثلاث سفن في عام 1626 وجهزتها بالأسلحة، بالإضافة إلى أساطيل القطاع الخاص. شاركت البحرية الملكية الاسكتلندية والجنود الاسكتلنديون في عام 1627 في الحملة الإنجليزية ضد فرنسا، وعادوا أيضًا إلى جزر الهند الغربية، وفي عام 1629، شاركوا في الاستيلاء على كيبيك.
شاركت أعداد كبيرة من الاسكتلنديين في أوائل القرن السابع عشر بصفتهم مرتزقةً في حرب الثلاثين عامًا. لكن هؤلاء المرتزقة بدؤوا بالعودة إلى اسكتلندا مع ظهور بوادر النزاع المسلح بين الحركة المشيخية وتشارلز الأول في ما يعرف بحروب الأساقفة، وكان من بين العائدين قادة عسكريون متمرسون مثل ألكساندر وديفيد ليزلي، اللذين لعبا دورًا هامًا في تدريب المجندين. تدخلت جيوش الحركة المشيخية في الحروب الأهلية في إنجلترا وأيرلندا. كان المشاة الاسكتلنديون مسلحين غالبًا بالرماح والأسلحة النارية، وكان لدى بعضهم أسلحة فردية كالأقواس والسيوف، في حين جُهّز سلاح الفرسان بالمسدسات والسيوف. كانت الجيوش الملكية الاسكتلندية مثل تلك التي قادها جيمس غراهام ماركيز مونتروز (1643-1644)، وفي تمرد غلينكايرن (1653-1654)، تتألف بشكل أساسي من المشاة المسلحين بالبنادق. كانت قوات مونتروز مزودة بالمدفعية الثقيلة المناسبة لحروب الحصار، ولم يكن لديها سوى قوة صغيرة من سلاح الفرسان. حصل الجنود الاسكتلنديون على غنائم من الأسلحة الإنجليزية خلال حرب الأساقفة. أنشأت القوات الاسكتلندية المتحالفة مع الملك الإنجليزي في الحرب الأهلية أسطولين صغيرين لتأمين السواحل الاسكتلندية من جهة المحيط الأطلسي وبحر الشمال عُرفا باسم الحرس الإسكتلندي، ولكن البحرية الاسكتلندية لم تستطع الصمود في وجه الأسطول الإنجليزي الذي رافق جيش كرومويل الذي غزا اسكتلندا في الفترة بين عامي 1649-1551، وقد أُلحقت السفن والطواقم الاسكتلندية بأسطول الكومنولث. في أثناء الاحتلال الإنجليزي، بُني المزيد من القلاع وفق الأسلوب الإيطالي.

## القرن السادس عشر

### الجيوش الملكية

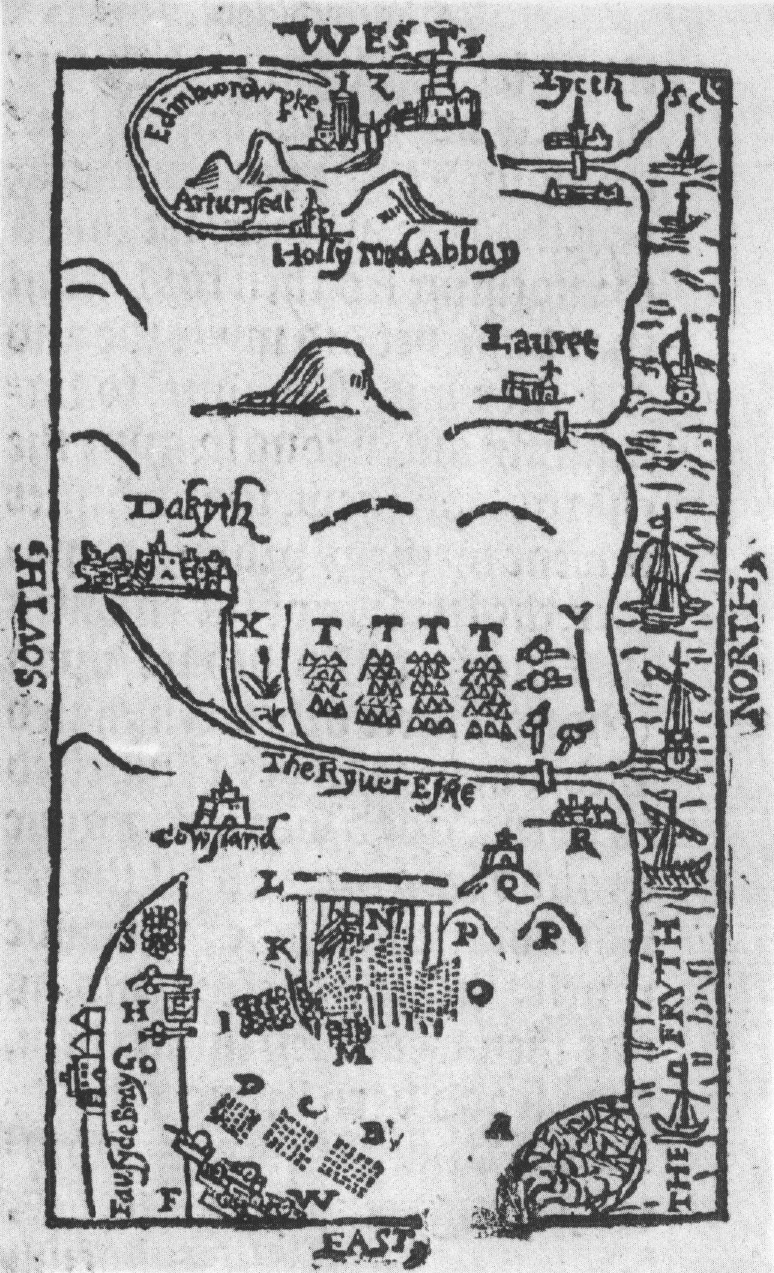
نحت خشبي لويليام باتن يصوّر معركة بينكي (1548)

كانت الجيوش الاسكتلندية في أواخر العصور الوسطى لا تزال قائمة على أساس الخدمات المتبادلة والالتزامات الإقطاعية، بالإضافة إلى القوات التي تأتي من العقود العشائرية أو العقود المالية. كان نظام التجنيد يشمل نظريًا جميع الرجال الذين تتراوح أعمارهم بين 16-60 سنة، مع حد أقصى للخدمة يبلغ 40 يومًا في العام الواحد. كانت هذه القوات تقاتل على نفقتها الخاصة وتجلب إمداداتها معها، وهو الأمر الذي حدَّ بشكل كبير من قدرة الجيوش الاسكتلندية على المشاركة في الحملات طويلة المدة. كان النظام الإقطاعي مسيطرًا على اسكتلندا في القرن الثاني عشر، ما يعني أن الفرسان احتفظوا بالقلاع والعقارات مقابل الخدمات العسكرية، وقدم الإقطاعيون القوات لجيش الملك لمدة أربعين يومًا، وخاصة سلاح الفرسان المدجج بالأسلحة الثقيلة. اعتمدت اسكتلندا على هذه الطرق القديمة لفترة أطول مما كان عليه الحال في إنجلترا. نجحت هذه الأنظمة في إنتاج جيوش كبيرة في عام 1513 في أثناء حملة فلودين، ولكن مع حلول منتصف القرن السادس عشر وحدوث الانقسام الديني والسياسي، عانت السلطات الاسكتلندية من صعوبات متزايدة في تجنيد الرجال.

## وصلات خارجية
- Highland warriors and warfare in the Early Modern era